# Elsa Cayat
Elsa Cayat (udtale: [ɛlza kajat]?) (9. marts 1960 - 7. januar 2015) var en fransk psykoanalytiker og klummeskriver, som var blandt de myrdede ved attentatet mod Charlie Hebdos kontor. Hun var attentatets eneste kvindelige offer.
Cayat skrev hver anden ugen klummen "Le Divan" i Charlie Hebdo. Hun har skrevet flere værker om parforhold og seksualitet. Cayat modtog flere truende telefonopkald, fordi hun var jødisk. Cayats far, Georges Khayat, en tunesisk jøde, udvandrede fra Sfax i Tunesien til Frankrig.